# Chrabrovo flygplats

Flygplatsen i Kaliningrad Oblast

Chrabrovo flygplats (alt. Khrabrovo flygplats, Ryska: Аэропорт Храброво) (IATA: KGD, ICAO: UMKK) är den största flygplatsen i exklaven Kaliningrad Oblast i Ryssland. Flygplatsen ligger 24 kilometer norr om staden Kaliningrad, nära byn Chrabrovo. Medan den civila flygplatsen huvudsakligen tjänar inhemska destinationer, är det fortfarande en militärbas som en del av Rysslands luftförsvar. Det finns också en ökad civil utrikestrafik.
Flygplatsen genomgick renovering och uppgradering för att vara redo för Världsmästerskapet i fotboll 2018.

## Flygbolag och destinationer
| Flygbolag             | Destinationer                                                                     |
| --------------------- | --------------------------------------------------------------------------------- |
| Aeroflot              | Moskva-Sjeremetevo                                                                |
| airBaltic             | Riga                                                                              |
| Belavia               | Minsk, säsong: Brest, Gomel, Hrodna, Vitebsk                                      |
| LOT Polish Airlines   | Warszawa-Frédéric Chopin                                                          |
| Nordavia              | säsong: Archangelsk, Moskva-Domodedovo, Murmansk, Sotji, Sankt Petersburg-Pulkovo |
| Pobeda                | Moskva–Vnukovo, Sankt Petersburg-Pulkovo                                          |
| Red Wings Airlines    | säsong: Moskva-Domodedovo                                                         |
| Rossiya Airlines      | Sankt Petersburg-Pulkovo                                                          |
| RusLine               | Berlin-Tegel, Prag, Sankt Petersburg-Pulkovo                                      |
| S7 Airlines           | Moskva–Domodedovo, Sankt Petersburg-Pulkovo                                       |
| Severstal Air Company | Tjerepovets                                                                       |
| Ural Airlines         | Moskva-Domodedovo, Sankt Petersburg-Pulkovo, Jekaterinburg                        |
| Utair                 | Moskva-Vnukovo                                                                    |
| UVT Aero              | Kazan, Novyj Urengoj, Ufa                                                         |
| Uzbekistan Airways    | Tasjkent                                                                          |
| Vueling               | säsong: Barcelona                                                                 |